# ТЕС Хендріна
ТЕС Хендріна — теплова електростанція в Південно-Африканській Республіці. Знаходиться у 140 км на схід від Йоганнесбургу в провінції Мпумаланга (можливо відзначити, що в останній розташована абсолютна більшість станцій країни, призначених для роботи у базовому режимі).
Замовлення на спорудження станції видали у 1965-му, а введення блоків в експлуатацію припало на період між 1970 та 1976 роками. ТЕС відноситься до класичних конденсаційних станцій та складається з обладнаних паровими турбінами десяти блоків потужністю по 200 МВт. Втім, до мережі блоки видають по 190 МВт, тоді як ще 10 МВт витрачаються для забезпечення роботи допоміжного обладнання.
Компанія Ingwe постачає на станцію вугілля з розташованої поруч копальні Optimum Colliery. Її заклали на найбільшому вугільному родовищі країни Witbank як шахту, а з кінця 1960-х почали розробку покладів відкритим способом. Вугілля подається на ТЕС за допомогою конвеєра довжиною 2,3 км, при цьому на складі можливе розміщення 100 тис. т (плюс така ж кількість вміщується у бункерах котлів, чого вистачає на шість діб роботи).
Видалення продуктів згоряння відбувається за допомогою двох димарів висотою по 155 метрів. Що стосується охолодження, то воно забезпечується сімома градирнями, кожна з яких має висоту 116 метрів. Забір води відбувається із річок Коматі або Ісуту за допомогою трьох насосних станцій, проте можливе також живлення із Ваалю. Можливо відзначити, що ТЕС одночасно забезпечує водою містечко Pullenshope та зазначену вище вугільну копальню.
Видача продукції відбувається по ЛЕП, що працює під напругою 400 кВ.
Паливна ефективність станції становить 34,2 %.
В 1995—1997 роках провели модернізацію зі встановленням спільного центру управління для перших п'яти блоків, а на початку наступного десятиліття виконали подібні роботи з іншими енергоблоками ТЕС.